# Colonie de Saint-Pierre-et-Miquelon
1693–1713
1763–1793
1815–1946
Entités précédentes :
- Terre-Neuve (XVIe siècle–1693)
- Colonie de St. Peter's (1713–1763)

Entités suivantes :
- Colonie de St. Peter's (1713–1763)
- Saint-Pierre-et-Miquelon (1946–)

La colonie de Saint-Pierre-et-Miquelon était une colonie française située au sud de l'île de Terre-Neuve en Nouvelle-France, établie en tant que poste de pêche dès le XVIe siècle, ensuite en tant qu'établissement français permanent administré par un commandant nommé par le gouverneur français de Terre-Neuve de 1693 à 1713, puis en tant que colonie de 1815 à 1946, dans ce qui constitue aujourd'hui la collectivité territoriale de Saint-Pierre-et-Miquelon. La colonie disparaît lorsqu'elle devient un territoire d'outre-mer de l'Union française en 1946.
Après la perte de l'Acadie (1713), puis du Canada (1763), la colonie de Saint-Pierre-et-Miquelon représente alors le dernier vestige de la Nouvelle-France.

## Histoire

### Première période de colonisation (XVIesiècle–1713)
Au XVIe siècle, les îles ont servi de base à la pêche saisonnière à la morue par des Français originaires de La Rochelle, Granville, Saint-Malo et du Pays basque. La première trace écrite de la présence de habitants à l'année sur ces îles figure dans un rapport rédigé en 1670 par le premier intendant de la Nouvelle-France, Jean Talon, qui fait état de la présence de treize pêcheurs et de quatre habitants sédentaires.
En 1687, trois familles vivaient sur Saint-Pierre. L'île approvisionne de nombreuses communautés de pêcheurs français voisines, comme celles de la baie Fortune et de la baie de l'Hermitage. Pendant la guerre de la Ligue d'Augsbourg, de 1689 à 1697, et la deuxième guerre intercoloniale, de 1702 à 1712, il y a eu au moins cinq attaques anglaises contre les établissements coloniaux français sur les îles. Cela a conduit à l'abandon des îles par de nombreux colons français dès 1708.
Par le traité d'Utrecht signé le 11 avril 1713 mettant fin à la guerre de Succession d'Espagne, la France céda à l'Angleterre l'Acadie ainsi que l'ensemble de sa colonie de Terre-Neuve et les îles adjacentes, dont Saint-Pierre et Miquelon. L'Île-Royale (actuelle Île du Cap-Breton) et l'île Saint-Jean (actuelle Île-du-Prince-Édouard) sont conservées, ainsi qu'un droit exclusif de pêche est cependant conservé sur la côte française de Terre-Neuve. Les Anglais changèrent ensuite le nom de l'établissement colonial en « St. Peter's ».

### Deuxième période de colonisation (1763–1793)
À la suite du traité de Paris de 1763 qui met fin à la guerre de Sept Ans, la France cède toutes ses possessions d'Amérique du Nord à la Grande-Bretagne. Elle conserve néanmoins un droit de pêche sur la côte de Terre-Neuve, appelé le French Shore et obtient une rétrocession de l'archipel de Saint-Pierre-et-Miquelon.
Entre 1763 et 1778, les îles Saint-Pierre et Miquelon deviennent un lieu de refuge pour les déportés acadiens de Nouvelle-Écosse. Plusieurs des Acadiens qui ont reçu le statut de réfugiés étaient de riches armateurs. Bien que les Acadiens aient tenté de cultiver des terres, leurs efforts ont été vains et ils ont dû se tourner davantage vers la pêche et offrir des services de séchage du poisson et d'autres services aux flottes de pêche françaises en visite (principalement de Saint-Malo). En 1767, le gouvernement français décide que les îles sont trop petites et trop pauvres pour les Acadiens. La France ramène les Acadiens en métropole, les installant à Brest, Saint-Malo, Lorient et Dunkerque. En 1768, le gouvernement français change d'avis et renvoie les Acadiens à Saint-Pierre et Miquelon.
Après l'entrée de la France en 1778 dans la guerre d'indépendance américaine aux côtés des États-Unis, l'archipel est repris par les forces britanniques de la colonie de Terre-Neuve. La possession de Saint-Pierre-et-Miquelon a fait l'objet d'un va-et-vient entre la France et le Royaume-Uni pendant les 38 années qui ont suivi. Les îles ont subi des invasions continues des deux pays, des déplacements volontaires ou forcés des résidents de l'île et des bouleversements liés à la Révolution française.
Le commerce entre la Nouvelle-Angleterre et Saint-Pierre-et-Miquelon s'est développé sur une courte période, principalement pendant la reconstruction de Saint-Pierre et la demande en bois. Par ailleurs, des échanges commerciaux ont aussi eu lieu avec la partie continentale de Terre-Neuve, portant sur diverses marchandises. La communauté irlandaise de la baie de Plaisance, majoritairement catholique malgré l'interdiction de cette religion à Terre-Neuve jusqu'en 1784, venait à Saint-Pierre pour faire célébrer mariages et baptêmes par des prêtres catholiques. Malgré les efforts britanniques pour limiter le commerce et les contacts entre Terre-Neuve et les îles, ces échanges ont perduré.
En 1793, pendant la Révolution française, les forces britanniques de Nouvelle-Écosse (ancienne colonie française d'Acadie) débarquent sur l'île Saint-Pierre, alors menée par le capitaine William Affleck d'Halifax. Elle déporte les colons français et tente d'y installer pendant trois ans une communauté de colons britanniques, avant d'être attaquée par la marine française en 1796.

### Troisième période de colonisation (1815–1946)

#### Rétrocession après Napoléon
La France reprend le contrôle de l'archipel entre 1783 et 1793, avant d'être de nouveau prise par les Britanniques. Un brève reprise de sa possession par la France intervient quelques mois en 1802, puis un la fin définitive de l'occupation britannique en 1815 à la suite de la signature du traité de Paris de 1814 et d'une énième brève occupation de l'île sous les Cent-Jours, rendant Saint-Pierre-et-Miquelon à la France sous la Première Restauration.
En 1815, l'occupation britannique de l'archipel de Saint-Pierre-et-Miquelon s'achève définitivement. La France retrouvera des îles inhabitées, aux structures et bâtiments détruits ou délabrés,,. Les pêcheurs français s'installent à nouveau sur l'archipel en 1816.
Une flotte de pêche française se rendit à nouveau sur l'archipel pour s'approvisionner et sécher les prises. Les habitants des Saint-Pierre font de bonnes affaires, beaucoup d'entre eux travaillant comme armateurs ou pourvoyeurs pour la flotte de pêche en visite. Environ 200 navires français venaient pêcher dans les eaux des îles et jusqu'à 8 000 pêcheurs français venaient chaque année de Saint-Malo, Fécamp, Saint-Brieuc et Dieppe. Les prises étaient divisées en « poisson salé » séché pour les Antilles et une grande partie de l'Europe, et en « poisson salé humide » pour le marché français. Cette entreprise est soutenue par un commerce vigoureux avec Terre-Neuve pour les appâts et d'autres marchandises.
Malgré trois grands incendies à Saint-Pierre, l'archipel prospère. Un bureau de poste est créé en 1854, une banque en 1889 (« Banque des Îles Saint-Pierre-et-Miquelon ») et en 1866, l'administration de l'île lance un journal, le Journal Officiel.
Les pêcheurs français fréquentent de plus en plus les côtes de Terre-Neuve pour y faire sécher leurs prises. Bien que les Britanniques aient eu l'intention d'interdire aux Français d'ériger des structures permanentes ou de vivre à Terre-Neuve, les termes du traité sont ambigus. Des établissements coloniaux français apparaissent sur la côte nord de Terre-Neuve, connue sous le nom de côte française de Terre-Neuve, ou French Shore, ainsi que sur les côtes sud et ouest.

#### Nouvelle ère
La présence croissante des Français sur la côte française de Terre-Neuve a provoqué des tensions entre les habitants français et britanniques et des négociations approfondies entre la France et la Grande-Bretagne. Ces négociations aboutissent à une convention en 1857 dans laquelle la Grande-Bretagne accepte que les Français s'installent sur la côte française de Terre-Neuve et qu'ils aient finalement l'usage exclusif de ce territoire. Les autorités de la colonie britannique de Terre-Neuve réagissent très négativement à cet accord et la Grande-Bretagne revient sur sa décision. La France abandonne ses droits dans le cadre de l'Entente cordiale de 1904. L'une des mesures agressives prises par Terre-Neuve a été l'adoption de la loi sur les appâts (Bait Act) en 1887.
La quantité d'appâts disponibles pour les pêcheurs de Saint-Pierre-et-Miquelon s'en trouve réduite. Par ailleurs, le marché du « poisson salé » atteint son apogée en 1886 et décline par la suite. L'introduction des navires à vapeur a permis aux bateaux de pêche de retourner en France avec leurs prises sans s'arrêter à Saint-Pierre-et-Miquelon pour se ravitailler. Tous ces facteurs ont nui à l'économie de l'archipel[réf. nécessaire].
Au XIXe siècle, les câbles télégraphiques transatlantiques sous-marins en provenance de France étaient généralement acheminés du continent français vers la Nouvelle-Écosse ou les États-Unis, en passant par des stations situées à Miquelon-Langlade ou à Saint-Pierre. Le premier a été posé en 1869 depuis le phare du Minou, sur le côté nord de l'entrée du goulet menant au port de Brest en France, jusqu'à Saint-Pierre, puis jusqu'à Duxbury, dans le Massachusetts,. Sur les 12 câbles télégraphiques sous-marins transatlantiques français posés entre 1869 et 1897, 6 passent par Miquelon ou Saint-Pierre. Les îles sont de plus en plus étroitement connectées au monde extérieur.

#### L'éventualité d'une annexion de la colonie par les États-Unis
En 1903, le sénateur américain Henry Cabot Lodge préconise que les États-Unis devraient acheter la colonie à la France. Il s'inquiète de l'influence française sur Saint-Pierre et Miquelon, des effets politiques ou culturels possibles sur le Canada et les États-Unis, et de l'impact des flottes de pêche françaises sur les pêcheries de la Nouvelle-Angleterre. L'économie de l'archipel décline en raison de mauvaises saisons de pêche à la morue, ainsi que de nombreux habitants étaient en colère contre le gouvernement français qui insistait pour approuver tous les enseignants de l'archipel. Pour ces raisons, de nombreux habitants de Saint-Pierre et Miquelon étaient favorables à leur rattachement aux États-Unis, estimant qu'ils pourraient alors vendre leur poisson au reste des États-Unis sans taxes d'importation et que les États-Unis n'interféreraient pas avec leur système éducatif local. En réponse, certains Canadiens demandent au Royaume-Uni d'acheter les îles à la France.
Lors de l'élection du député de Saint-Pierre et Miquelon à l'Assemblée nationale, l'un des candidats est favorable à l'annexion, tandis que le candidat sortant ne l'est pas. Le candidat sortant, qui était contre l'annexion, a été réélu avec une faible majorité en décembre 1903. Les îles n'ont été achetées par aucun des deux pays et sont restées dans le giron français.
La pêche française à Saint-Pierre-et-Miquelon connaît alors un grave déclin et sa fin est accélérée par un accord conclu entre la Grande-Bretagne et la France en 1904 sur des questions territoriales, dans lequel la France échange son droit exclusif de pêche dans les eaux de Terre-Neuve contre une compensation et des considérations en Afrique.
Les entreprises fusionnent et de nombreux habitants partent vers des horizons plus favorables, tandis que l'économie se réduit à un tiers de sa dimension précédente en 1914. La Première Guerre mondiale entraîne des ruptures d'approvisionnement en provenance de France entre 1914 et 1918, et la mort de plus de 100 habitants dans les tranchées en Europe[réf. nécessaire].

#### L'aubaine de la prohibition
En 1920, les États-Unis adoptent le dix-huitième amendement de la Constitution des États-Unis, ce qui a conduit à la prohibition. En conséquence, Saint-Pierre-et-Miquelon devient le point de passage de l'alcool illégal du Canada et de la France vers les États-Unis. Certaines provinces canadiennes ont également expérimenté la prohibition, mais les fabricants d'alcool au Canada étaient toujours autorisés à distiller de l'alcool pour l'exportation. Une loi française interdisant l'importation d'alcool étranger a été abrogée en 1922, ce qui a considérablement augmenté les opérations de contrebande d'alcool. Le whisky canadien, le rhum des Antilles et les vins et spiritueux français légalement importés sont les principaux produits introduits en contrebande dans l'archipel, puis réexpédiés[réf. nécessaire].
Pendant la période de la prohibition aux États-Unis, de nombreux gangsters, dont Al Capone et Bill McCoy, auraient établi leurs opérations à Saint-Pierre et Miquelon, les utilisant comme base pour introduire de l'alcool en contrebande aux États-Unis.
Pêcheurs et armateurs saint-pierrais abandonnent leur travail pour décharger l'alcool en provenance du Canada, de l'Europe et des Bermudes et le stocker dans des entrepôts. Une nouvelle usine de transformation du poisson est transformée en entrepôt. En outre, des distilleries s'installent à Saint-Pierre. Ce boom économique dura jusqu'à la fin de la prohibition en 1933, et fut connu localement en tant que « temps de la fraude ». Aussi rapidement qu'il a commencé, le boom s'est effondré lorsque la prohibition a été abrogée, laissant une économie locale en crise. La légende locale veut qu'Al Capone ait régulièrement visité Saint-Pierre, et un hôtel de l'archipel expose un chapeau qui aurait été le sien,.

#### Seconde Guerre mondiale
La France est vaincue en 1940 par l'Allemagne nazie et le nord de la France est occupé. Le sud de la France est gouverné par le régime de Vichy, qui collabore avec l'Allemagne et est néanmoins reconnu comme  gouvernement légitime de la France par les pays neutres, y compris les États-Unis. Le gouverneur de Saint-Pierre et Miquelon, Gilbert de Bournat, adhère à la France de Vichy, mais l'archipel se trouve dans une situation difficile. Les îles dépendent de la France pour les subventions ; on estime qu'au cours de la première partie du XXe siècle, la France a dépensé 40 millions de francs pour soutenir l'économie de Saint-Pierre et Miquelon[réf. nécessaire]. Par ailleurs, une partie importante de la flotte de pêche française a décidé de ne pas retourner dans la France sous contrôle nazi et est restée dans le port de Saint-Pierre.
Le général de Gaulle fonde la France libre, soutenue par la Grande-Bretagne. Par ailleurs, le Royaume-Uni et les États-Unis craignent que Saint-Pierre-et-Miquelon, sous contrôle de Vichy, ne soit utilisé par l'Axe pour espionner les navires alliés, étant donné qu'un émetteur radio situé à Saint-Pierre est soupçonné d'envoyer des messages aux sous-marins allemands.
Pendant les premières années de la Seconde Guerre mondiale, les États-Unis entretiennent des relations officielles avec la France de Vichy. En vertu de la doctrine Monroe, les États-Unis sont fermement opposés à tout changement de contrôle de l'archipel par la force. Cependant, le Canada (peut-être sous la pression de Winston Churchill) s'inquiète de la présence de forces de Vichy à proximité du pays. De Gaulle se rend compte que le Canada pourrait vouloir s'emparer de Saint-Pierre-et-Miquelon, éliminant ainsi un territoire français si proche du Québec, et planifie donc secrètement sa prise par la France libre. La 24 décembre 1941 au matin, les forces françaises libres, formées de trois corvettes et le sous-marin Surcouf, dirigés par le contre-amiral Émile Muselier « envahissent » l'archipel. Les fonctionnaires de Vichy se rendent immédiatement,.
À la fin de la Seconde Guerre mondiale, en 1945, Saint-Pierre-et-Miquelon reprend sa place centrale dans la pêche à la morue. D'autres pays rejoignent la flotte française pour pêcher dans les eaux entourant les îles. L'économie n'était pas aussi prospère qu'elle l'avait été.
En 1946, De Gaulle propose à toutes les colonies françaises l'indépendance politique et financière. Saint-Pierre-et-Miquelon choisit de rester dans le giron français et adopte le statut de territoire d'outre-mer de l'Union française, statut qu'elle conservera jusqu'à sa départementalisation en 1976, avant un retour à l'autonomie en devenant une collectivité territoriale à statut particulier en 1985, sous la pression des États-Unis.